# Lausen BL
| BL ist das Kürzel für den Kanton Basel-Landschaft in der Schweiz. Es wird verwendet, um Verwechslungen mit anderen Einträgen des Namens Lausen zu vermeiden. |

Lausen ist eine politische Gemeinde im Bezirk Liestal des Kantons Basel-Landschaft in der Schweiz.

## Geographie
Lausen liegt im mittleren Ergolztal südöstlich von Liestal, mit dem es mittlerweile zusammengewachsen ist.

## Geschichte

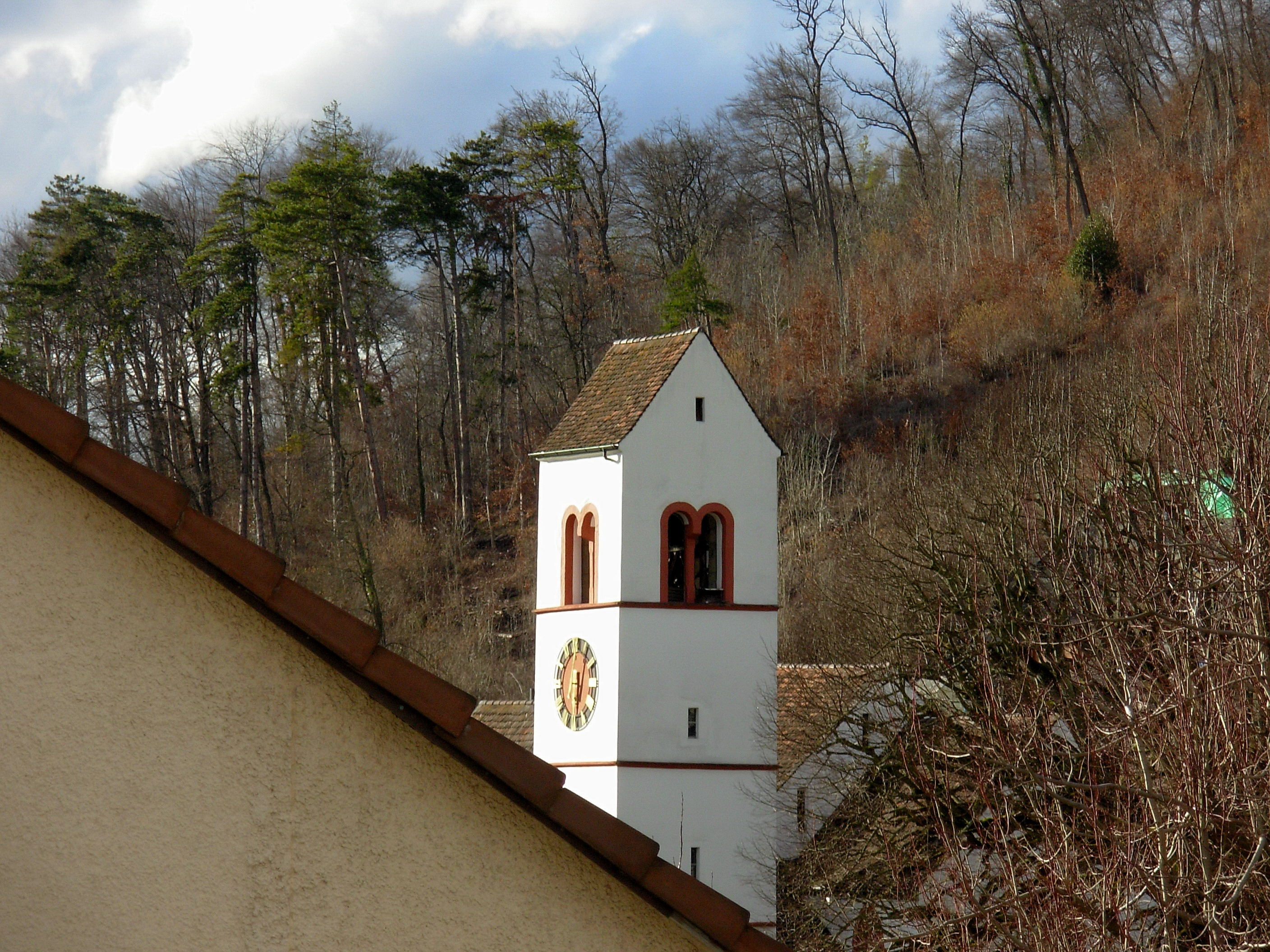
Kirche Lausen, 2006

Historisches Luftbild von Werner Friedli von 1949

Die erste Erwähnung von Lausen stammt aus 1275: als «Langenso». Die Herkunft des Namens ist unbekannt. Bodenbefunde haben bewiesen, dass in dieser Gegend schon während der Altsteinzeit Werkzeuge hergestellt worden sind.
Die weitab vom heutigen Dorfkern liegende Kirche gehörte zu Bettenach, einer bedeutenden Dorfsiedlung, die von spätrömischer Zeit (5. Jahrhundert) bis ins Mittelalter (12. Jahrhundert) bewohnt war, wie die Untersuchungen 1985–1992 erwiesen. Zwischen Furlen und Itingen soll sich eine Eisenschmelze befunden haben, und im Heidenloch zwischen Lausen und Liestal begann die römische Wasserleitung nach Augusta Raurica.
1305 ging die Gemeinde in den Besitz des Bischofs von Basel über. Um 1400 wurde die Gemeinde Eigentum der Stadt Basel. Im Unterdorf an der Ergolz wurde im Jahr 1570 die Papiermühle der ehemaligen Basler Familie Dürig erbaut (Übernahme 1632 durch Peter Dürig-Merian). Im 18. Jahrhundert begann in Lausen die Tuch- und Bandweberei in Heimarbeit. Seit 1858 gibt es einen Bahnanschluss im Ort. Ab 1872 baute man in Lausen Tonerde ab, was sehr wichtig war für die Wirtschaft, und brannte sie zu Kacheln und Ziegeln. Ab 1910 industrielle Verwertung von Kalkstein.

## Wappen
Seit 1938 hat Lausen ein offizielles Wappen. Es ist durch einen waagerechten Strich in zwei Hälften geteilt. In der oberen Hälfte befinden sich drei goldene Kugeln auf schwarzem Grund. Diese gehen auf eine Legende von Nikolaus von Myrha zurück und symbolisieren drei goldene Kugeln. Der heilige Nikolaus hatte diese drei Jungfrauen geschenkt, um ihnen eine Existenz zu sichern. Er ist Namensgeber der Kirchgemeinde St. Niklaus, Lausen. Im unteren Bereich sind zwei gekreuzte goldene Pickel auf rotem Grund abgebildet. Die Pickel stehen für den Abbau von Eisenerz und Kalkstein in Lausen, der einst von wichtiger Bedeutung war für die Gemeinde. Das Wappen entstand durch eine Lausener Klasse im Rahmen eines Schulprojektes.

## Politik
Der Gemeinderat (Exekutive) besteht aus sieben Stimmberechtigten. Gemeindepräsident (2024–2028) ist Peter Aerni (BVL, Stand 2025).
Bei den Schweizer Parlamentswahlen 2023 betrugen die Wähleranteile in Lausen: SVP 32,8 % (2019 32,0 %), SP 28,8 % (24,0 %), FDP 10,8 % (11,3 %), Grüne 8,7 % (15,4 %), Mitte 7,5 % (7,0 %), glp 5,7 % (4,4 %), EVP 3,7 % (5,7 %), EDU 0,5 % (–).

## Verkehr
Lausen ist mit dem Autobahnanschluss A22 verbunden, der zur Autobahn A2 führt. Die Hauptstrasse führt nach Liestal sowie zur Alten Landstrasse, die nach Itingen geht.

### Schienenverkehr
Der Bahnhof Lausen ist ein S-Bahn-Bahnhof, ist an der Hauensteinstrecke erschlossen und somit ein  Durchgangsbahnhof. Der Bahnhof wird halbstündlich bedient.
- S 3 Porrentruy – Delémont – Laufen – Basel Dreispitz – Basel SBB – Liestal – Sissach – Olten (SBB)

### Nahverkehr
Die Autobus AG Liestal betreibt den Busbetrieb und verbindet Lausen mit den Nebengemeinden.
- 76 Frenkendorf-Füllinsdorf, Bahnhof – Liestal Kantonsspital – Liestal, Bahnhof – Liestal, Altmarkt – Lausen Bahnhof Nord – Lausen, Furlen
- 78 Frenkendorf, Friedhof – Frenkendorf-Füllinsdorf, Bahnhof – Liestal, Kessel – Liestal, Bahnhof – Lausen, Bahnhof Süd – Lausen, Stutz

## Sehenswürdigkeiten
- Die Evangelisch-reformierte Kirche mit Sigristenhaus[6]

## Persönlichkeiten
- Hans Treyer (vor 1500–1529), Täufer, hingerichtet in Bern
- Johann Jakob Balmer (1825–1898), Mathematiker und Physiker
- Wilhelm Balmer (1837–1907), Maler und Zeichenlehrer
- Wilhelm Friedrich Balmer (1872–1943), Zeichner, Illustrator, Zeichenlehrer, Maler, Sachbuchautor und Keramiker
- Gertrud Lendorff (1900–1986), Kunsthistorikerin und Schriftstellerin
- Walter Buser (1926–2019), Rechtswissenschaftler und Bundeskanzler, geboren in Lausen und Ehrenbürger
- Max Martin (1939–2016), Professor an der Universität Basel
- Steve Ballmer (* 1956), Sohn eines Auswanderers aus Lausen, war von 2000 bis 2014 CEO des Softwareunternehmens Microsoft
- Daniela Gaugler (* 1962), Politikerin
- Cloudride, Rockgruppe